# Léo Santos (apresentador)
Léo Santos, nome artístico de  Leon Abravanel (Rio de Janeiro, 10 de agosto de 1934 – São Paulo, 11 de fevereiro de 1982), foi um apresentador de televisão e empresário brasileiro. Irmão do também apresentador e empresário Silvio Santos, ocupou seu lugar durante vários anos nos programas dominicais, comandou atrações próprias na extinta TV Tupi e atuou como repórter do Baú da Felicidade.

## Vida e carreira
Nascido no Rio de Janeiro, então capital do Brasil e sede do então Distrito Federal, era o terceiro filho de um casal de imigrantes judeus sefarditas vindo em 1924 para o Brasil, Alberto Abravanel e Rebeca Caro. Ficou famoso nos anos 1970, quando passou a comandar o Programa Silvio Santos.
Léo Santos era radialista na Rádio Mundial do Rio de Janeiro, começando a trabalhar com Silvio nas empresas do grupo do irmão. Na década de 1970, passou a apresentar quadros do Programa Silvio Santos e comandava os programas nas folgas de Silvio, tanto no rádio quanto na televisão.
Na época, o Programa Silvio Santos era exibido ao vivo e são raras as gravações preservadas. Léo Santos também usava o característico microfone do irmão e comandou, entre outras atrações, os quadros Pra Ganhar É Só Rodar e Só Compra Quem Tem. Chegou a ter atrações próprias, como o Programa Léo Santos, que substituiu o Silvio Santos Show, na TV Tupi, nas tardes de sábado em 1972. Além disso, foi repórter do Baú da Felicidade, visitando clientes que ganhavam prêmios.
Aos poucos, Léo Santos deixou de apresentar os programas e passou a trabalhar cada vez mais nos bastidores. Sua última imagem na televisão foi um boletim extraordinário do recém-criado SBT sobre a morte da cantora Elis Regina, em 19 de janeiro de 1982. A emissora, que não tinha tradição jornalística, deu a informação em primeira mão. Na ocasião, Léo Santos entrou no ar usando óculos escuros.
Diagnosticado com câncer, ele morreu em fevereiro de 1982, com apenas 47 anos, em decorrência de complicações da doença. Seu corpo foi sepultado no Cemitério Israelita do Butantã, em São Paulo, assim como o de Silvio.
Léo Santos teve três filhos, Maurício, Leon Jr. e Dorynha Abravanel, que também trabalham no Grupo Silvio Santos.